# Elvis Gratton
Elvis Gratton est le personnage principal de multiples films québécois réalisés par Pierre Falardeau ainsi que d'une série télévisée. Sa première apparition, en 1981, fut lors d'un court métrage ayant le titre d'Elvis Gratton, suivi de deux autres courts métrages nommés Les Vacances d'Elvis Gratton (1983) et Pas encore Elvis Gratton! (1985). Les trois devaient plus tard sortir en format VHS la même année sous le nom Elvis Gratton : Le King des kings. Deux suites ont été produites plus tard, Elvis Gratton II : Miracle à Memphis (1999) et Elvis Gratton XXX : La Vengeance d'Elvis Wong (2004).

## Historique et création du personnage
Le personnage a été créé dans la foulée du référendum de 1980. Les traits vulgaires et caricaturaux de Gratton permettent à Falardeau et Poulin de confronter ceux qui ont voté en défaveur de l’indépendance du Québecet dénonce l’aliénation du peuple québécois à la culture américaine. Ils cherchent à susciter une réflexion chez les téléspectateurs à l'aide d'une représentation clownesque d’eux-mêmes. Propriétaire d’un garage de Brossard, Robert « Bob » Gratton prend plaisir à imiter le chanteur international Elvis Presley. Elvis Gratton est raciste, sexiste, grossier et habité d’une confiance surdimensionnée par rapport à ses aptitudes intellectuelles. Julien Poulin, l’acteur qui incarne le personnage et co-scénariste de l’œuvre, le caractérise de « cave » (l'équivalent d'idiot). Jamais sans son acolyte Méo, Bob a tout pour déplaire.
Charmé par les séquences humoristiques des longs-métrages, le public s’approprie ce personnage, un portrait caricatural des Québécois, et devient l’une des figures culte de la province canadienne francophone. Les intentions initiales des scénaristes semblent avoir été : l’attention est portée sur l’absurdité du personnage plutôt qu’aux critiques sociales implicites des créateurs où Elvis Gratton incarne l'archétype du Québécois colonisé. Interprétant cela comme un échec, les créateurs se désolent de l’interprétation des Québécois. Leur propos est que seule l’indépendance permet aux Québécois de s’émanciper d’un système colonial qui les garde prisonniers.
Le premier long-métrage, intitulé Elvis Gratton, le King des kings sort en 1985 en réponse au premier Référendum de 1980. Il s’agit de l’assemblage de trois courts métrages, soient Elvis Gratton, qui s’en prend à l’américanisation du Québec. Les vacances d’Elvis Gratton font hommage à l’Amérique du Sud dominée par l’impérialisme américain. La dernière partie du premier film, Elvis Gratton, le King des Kings, se concentre sur le multiculturalisme et le déséquilibre politique. Miracle à Memphis (1999), deuxième de la franchise, répond au deuxième Référendum de 1995. Finalement, Elvis Gratton XXX: la vengeance d’Elvis Wong (aussi connue sous Elvis Gratton 3: le retour d’Elvis Wong) de 2004 dénonce la désinformation divulguée par les médias populaires.

## Apparition

### films
- 1981 : Elvis Gratton (1er court métrage)
- 1983 : Les Vacances d'Elvis Gratton (2e court métrage)
- 1985 : Pas encore Elvis Gratton ! (3e court métrage)
- 1985 : Elvis Gratton : Le King des kings (la compilation des 3 premiers courts métrages)
- 1999 : Elvis Gratton II : Miracle à Memphis
- 2004 : Elvis Gratton XXX : La Vengeance d'Elvis Wong

### Campagne publicitaire
Elvis Gratton apparut (remarquablement non politisé) en 1996 dans une campagne publicitaire en tant que porte-parole de l'année pour Opération Nez rouge, une initiative locale du Québec pour fournir un service de raccompagnement à la maison qui vise à reconduire des personnes sortantes de soirées bien arrosées pendant la période des Fêtes. Tous les ans, l'Opération Nez rouge demande à différents humoristes et personnalités de participer à ses activités.

### Série télévisée
Bob Gratton : ma vie, my life est une série télévisée québécoise en 41 épisodes de 23 minutes scénarisée par François Avard, réalisée par Gabriel Pelletier et diffusée entre le 15 janvier 2007 et le 15 avril 2009 sur le réseau TQS.